# 八戸酒類
八戸酒類株式会社（はちのへしゅるい）は、青森県八戸市の酒類製造・販売業。前身の旧河内屋橋本合名会社の建物は登録有形文化財に登録されており、2022年8月から本社兼八鶴工場事務所となる。

## 沿革
- 1944年 - 戦時下の企業整備令により、八戸とその周辺の酒造会社を統合し、八戸酒類株式会社を設立。
- 2022年 - 国の登録有形文化財に登録されている「旧河内屋橋本合名会社」の建物内に本社兼八鶴工場事務所が移転[1]。

## 工場
- 八鶴工場 - 八戸市八日町1
- 五戸工場 - 三戸郡五戸町川原町12

かつては、みなと工場（旧：男山工場/八戸市）・稲川工場（三戸郡階上町）・花開工場（三戸郡三戸町）も存在した。

## 銘柄
- 八鶴（はちつる）
- 蔵物語（くらものがたり）
- 稲川（いながわ）
- 如空（じょくう）
- 花開（はなびらき）

## 受賞歴
全国新酒鑑評会
平成14酒造年 - 29酒造年
- 「如空」金賞受賞 - 平成29年受賞

## 旧河内屋橋本合名会社
八戸酒類の前身は旧河内屋橋本合名会社で、建物は国の登録有形文化財である。
この建物は八戸大火後の1924年 (大正11年) に事務所として建築された。6代目橋本八右衛門が満州 (現在の中国) ハルビン市で数多くの近代建築を視察した影響から洋風となっている。設計は第一生命建築課長の安藤安夫。木造2階建、平入、建築面積135平方メートル、切妻造、鉄板葺き。改修は大林組東北支店。外観はロシア風建築とアール・デコ調を取り入れ、2階のみを白地の柱に縦張りとし、他は下見板張り。1階の中央にショーウィンドー、庇の欄間にステンドグラスを設ける。昭和50年代、八戸市中心街は古い建物の解体が進んだものの、市民の間で古い建物の関心が高まり、当建物は昭和62年度八戸景観賞を受賞。 
1998年 (平成10年) に現在地に移築され、料理店として営業されていた。同年12月11日、旧河内屋橋本合名会社として国の登録有形文化財となった。
2022年8月8日に建物内に蔵元直売所を開設し、同月中に本社兼八鶴工場事務所が建物内に移転することになった。

## 商標使用差し止め問題
同社はかつて「陸奥 男山（むつ おとこやま）」・「菊駒（きくこま）」の各銘柄を製造してきた。しかし、最近では権利者側（2銘柄とも、地元の他の酒造会社各社など）から各銘柄に対する商標使用差し止め問題が相次ぎ（参考）、「陸奥 男山」は2005年頃以降「蔵物語」に、「菊駒」は2007年6月以降「如空」に、それぞれ銘柄を変更している。

## 菊駒酒造
沿革
- 1910年 - 同年10月1日の四代目三浦久次郎による三泉酒造合名会社設立を創業とする。　当初の銘柄は「三泉正宗」だったが、菊作りの名人でもあった4代目は後に、五戸名産の馬（駒）と合わせて「菊駒」に改称した。この間「三久酒造店」と改称。
- 1944年 - 戦時下の企業整備令により八戸酒類株式会社に統合され酒造免許が一本化され同社の製造拠点の一つ「菊駒工場」となったが、三久酒造店は卸小売業として存続する。
- 2006年 - 株式会社菊駒酒造設立。
- 2007年 - 同年6月、先述の商標使用差し止め問題を巡り、八戸酒類が製造する「菊駒」が出荷停止となり、後に「如空」と改称する。
- 2008年 - 菊駒酒造が「菊駒」の製造を再開。旧工場は現在も八戸酒類が使用しているため、菊駒酒造は数百メートル離れた場所（同町上新井田前1−14）に工場を設置した。[5][6][7]
- 2023年 - 10月8日に菊駒酒造が日本酒の生産を停止したことが東奥日報等の報道で明らかとなる。酒類卸業務は続ける見通しで、八戸酒類が生産を継承するとみられている。[8]

## 備考
- 1980年代ごろまでは青森テレビで土曜日18時50分から放送されていたATVニュースのスポンサーに付いていた。